# کینما جونپو
کینِما جونپو (به ژاپنی: キネマ旬報 Kinema Junpō) که به اختصار کینِجون (キネ旬) نامیده می‌شود قدیمی‌ترین مجله فیلم در ژاپن است. انتشار در ماه ژوئیه سال ۱۹۱۹. آغاز شد. نخست این مجله سه بار در یک ماه منتشر می‌شد، این نوع نحوه چاپ بر اساس جون (旬)، سیستم تقسیم ماه به سه بخش است، اما پس از جنگ کینِما جونپو دو بار در ماه منتشر شده است. مجله نخست توسط یک گروه ۴ نفره دانشجویی شامل سابورو تاناکا که در مؤسسه فناوری توکیو تحصیل می‌کردند، شروع به انتشار کرد.